# Ленинские горы
Ле́нинские го́ры — микрорайон на западе Москвы в составе района Раменки Западного административного округа. Ограничен Мичуринским и Ломоносовским проспектами, проспектом Вернадского и улицей Косыгина. Также включает в себя улицы Академика Хохлова, Академика Самарского, Лебедева, Менделеевскую, Университетский проспект и Университетскую площадь. На территории Ленинских гор расположены структурные подразделения Московского государственного университета имени М. В. Ломоносова (МГУ).

## История

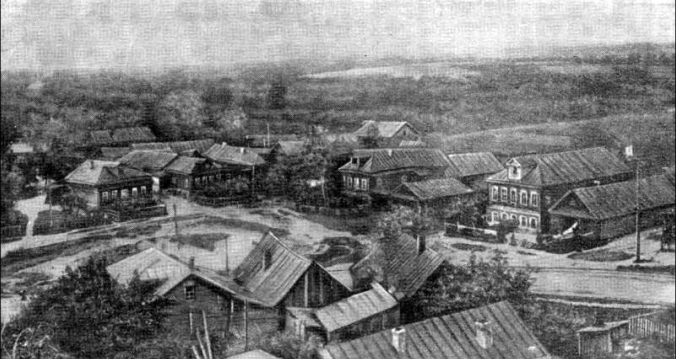
Село Воробьёво в 40-х годах XX века

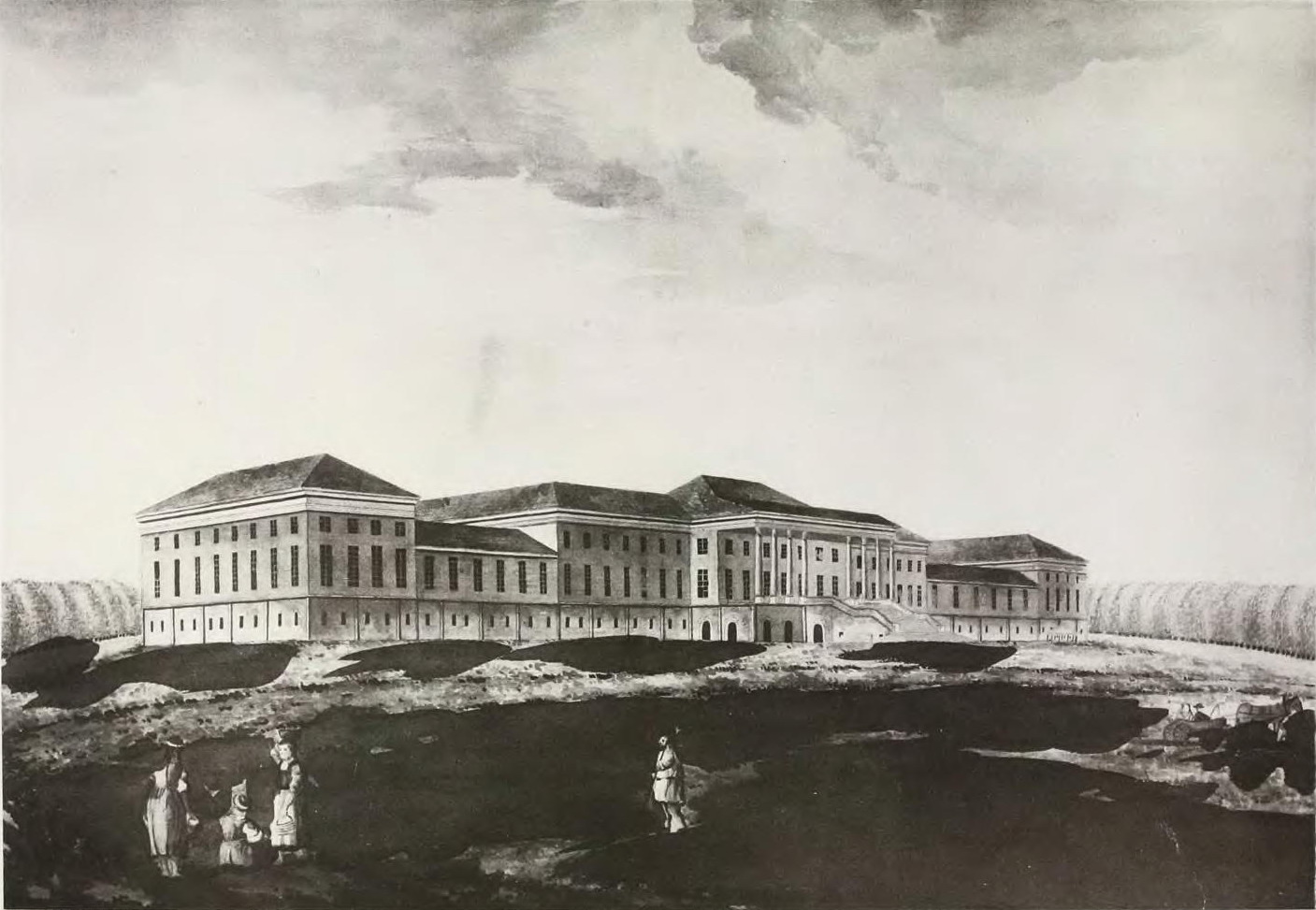
Деревянный Воробьёвский дворец, 1886

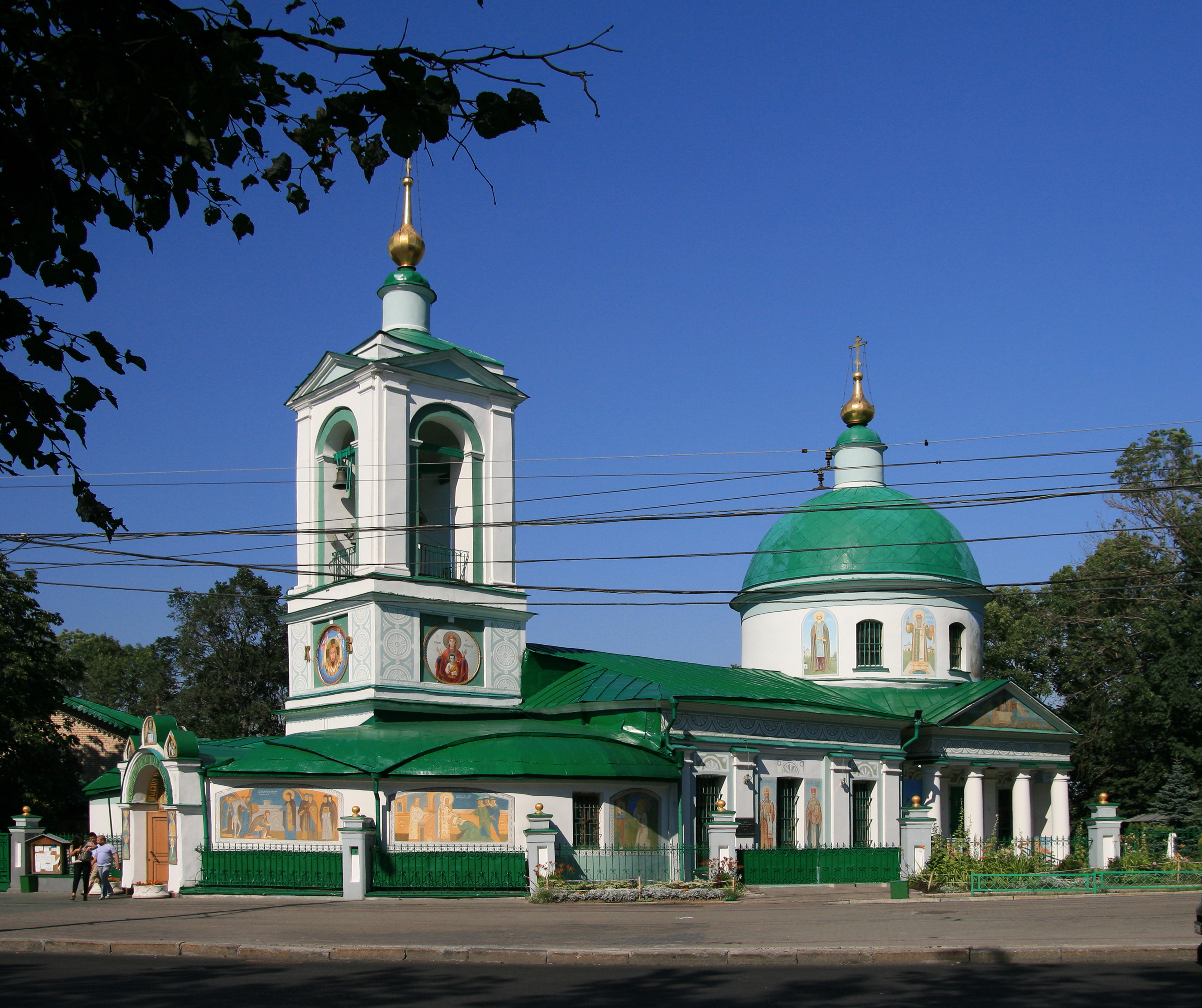
Храм Живоначальной Троицы, 2012

### До начала XX века
Историческое название местности происходит от названия села Воробьёво, основанного в XIV веке. Впервые Воробьёво упоминается в 1453 году в завещании великой княгини Софьи Витовтовны. C 1473 года селом владел Иван III, после чего оно стало великокняжеской, а затем — царской резиденцией.
Исторически Воробьёвы горы были смотровой площадкой для завоевателей — отсюда обозревали Москву крымский хан Газы II Герай и польский гетман Ян Ходкевич. С середины XVII века до начала XVIII века у северного подножия Воробьёвых гор существовал Андреевский монастырь.
В XVII веке, во время регентства царевны Софьи, на Воробьёвых горах был построен деревянный Воробьёвский дворец на каменном фундаменте. В 1732—1735 годах архитектор Иван Мичурин возвёл вместо него двухэтажное здание. В 1776-м в Воробьёво был перенесён деревянный Пречистенский дворец авторства Матвея Казакова. Здание сгорело в 1812 году, после чего дворцовое строительство на территории села не возобновлялось.
Воробьёвы горы стали популярной дачной местностью во второй половине XIX века. К началу XX века Воробьёво представляло собой типичное для средней полосы России село. Главный местный архитектурный памятник — храм Живоначальной Троицы — был построен в 1811—1813 годах. Он упомянут в «Войне и мире» Льва Толстого. К 1907 году село получило статус пригорода Москвы.

### Советское время
В 1922 году село Воробьёво вошло в состав Москвы. После смерти Владимира Ленина Воробьёвы горы были переименованы в Ленинские горы. Точная дата переименования неизвестна: в качестве возможных вариантов называются 1924, 1935 и 1936 годы. Аналогичное название получили один из семи холмов Москвы, лесопарк и станция метрополитена, открытая в 1959 году. В 1999-м станция, холм и расположенный на нём лесопарк, получивший в 1987 году статус памятника природы, были переименованы в Воробьёвы горы. Наименование «Ленинские горы» осталось только за микрорайоном, ограниченным Мичуринским и Ломоносовским проспектами, проспектом Вернадского и улицей Косыгина.
В 1949—1953 годах в районе был построен комплекс зданий Московского государственного университета (МГУ). Главное здание МГУ возведено в 1953 году по проекту архитекторов Льва Руднева, Бориса Иофана, Сергея Чернышёва, Павла Абросимова, Александра Хрякова и Всеволода Насонова. Оно достигло в высоту 240 метров и до постройки в 1990 году Мессетурма во Франкфурте оставалось самым высоким зданием в Европе. Напротив главного здания МГУ, на высоте 80 метров над уровнем Москвы-реки, расположилась смотровая площадка, с которой открывается обширная панорама Москвы. На пяти этажах высотки (с 23-го по 28-й) с 14 мая 1955 года начал работу Музей землеведения МГУ.
В 1950 году на базе биологического факультета Московского университета был заложен Ботанический сад МГУ на Ленинских горах. В 1950-е годы коллекция растений сада пополнялась за счет экспедиций на Кавказ, Дальний Восток, юг европейской части СССР, Среднюю Азию. В 1954-м были открыты здание Государственного астрономического института имени П. К. Штернберга (ГАИШ) и Аллея учёных с памятниками двенадцати русским учёным: Михаилу Ломоносову, Николаю Лобачевскому, Николаю Чернышевскому, Александру Герцену, Дмитрию Менделееву, Ивану Павлову, Николаю Жуковскому, Клименту Тимирязеву, Пафнутию Чебышёву, Василию Докучаеву, Александру Попову, Ивану Мичурину. В том же году на Ленинских горах по инициативе советского климатолога Бориса Алисова начала работу Метеорологическая обсерватория МГУ.
29 октября 1958 года, после VI Всемирного фестиваля молодёжи и студентов, на улице Косыгина было заложено здание Московского городского дворца пионеров. Оно стало одной из комсомольских строек. Авторами проекта была группа архитекторов под руководством Игоря Покровского. В 1959 году было построено здание НИИ Механики МГУ на Мичуринском проспекте. В 1965-м начал работу Институт физико-химической биологии имени Андрея Белозерского. 1 июня 1962 года состоялась торжественная церемония открытия Дворца пионеров, на которой присутствовал Никита Хрущёв. 19 мая 1972 года исполнилось 50 лет со дня основания Всесоюзной пионерской организации. В этот день напротив Дворца пионеров был установлен памятник Мальчишу-Кибальчишу, герою произведения Аркадия Гайдара «Сказка о Военной тайне, о Мальчише-Кибальчише и его твёрдом слове».
1 сентября 1970 года открылся 1-й учебный (гуманитарный) корпус МГУ на Ленинских горах, строительство которого началось четырьмя годами ранее. В 1970-е годы в несколько этапов был построен 2-й учебный корпус, полностью строительство было завершено в 1982 году.
20 апреля 1988 года на Ленинских горах началось строительство бейсбольного стадиона. Он стал подарком от президента Японской ассоциации культурных связей с зарубежными странами, ректора университета Токай Сигэеси Мацумае. Стадион открылся 1 сентября 1989 года.

### Развитие в XXI веке
В постсоветское время развитие микрорайона продолжало быть тесно связанным с развитием университета. В 1992 году началось строительство Научного парка МГУ рядом с Ботаническим садом.
В 2000-м было построено здание бизнес-школы МГУ, переданное в собственность университета в подарок от правительства Японии. В том же году завершилась реконструкция исторических зданий университета 1950-х годов постройки. В 2003 году провели очистку фасадов зданий физического и химического факультетов, тогда же началось строительство нового учебного корпуса для экономического факультета.
В 2006-м было построено здание для молодых факультетов МГУ — Московской школы экономики (МШЭ) и Высшей школы государственного администрирования (ВШГА). Торжественное открытие корпуса состоялось 26 октября 2006 года в присутствии ректора университета Виктора Садовничего и предпринимателя Олега Дерипаски, ставшего одним из спонсоров строительства.
В 2014 году были отреставрированы памятники на Аллее учёных.

## Улицы микрорайона
- Ломоносовский проспект
- Проспект Вернадского
- Мичуринский проспект
- Улица Лебедева
- Улица Косыгина
- Улица Академика Самарского
- Улица Академика Хохлова
- Университетская площадь
- Университетский проспект
- Менделеевская улица

Корпуса МГУ, относящиеся к микрорайону, имеют адреса вида «Ленинские горы, дом 1, строение N». К исключениям относятся здания ГАИШ (Университетский проспект, дом 13), Института механики (Мичуринский проспект, дом 1) и ряд вспомогательных корпусов.

## Транспорт
Метрополитен
В пешей доступности от микрорайона находится четыре станции Московского метрополитена:
- «Университет»
- «Воробьёвы горы»
- «Ломоносовский проспект»
- «Раменки»

Наземный транспорт
- Автобусы: 1, 57, 67, 103, 111, 113, 130, 187, 260, 266, 447, 464, 487, 572, 661, 845, 908, 28, 34, 49
- Трамваи: 14, 26, 39[15]

## Упоминания в культуре
- Песня «Ленинские горы» (1949, муз. Юрия Милютина — сл. Евгения Долматовского) — исполняли Владимир Нечаев, Георгий Виноградов, Иван Шмелёв, Геннадий Белов.

- В фильме «Ширли-Мырли» место упоминается как престижный район Москвы:

«В понедельник виллу начинаю строить на Ленинских горах этажа на четыре с парком».
.
- У группы «Черный Лукич» есть песня «В Ленинских горах». После её перезаписала группа «Гражданская оборона».